# SEAT Marbella
SEAT Marbella – samochód miejski produkowany w zakładach SEATa w latach 1980–1998 z nadwoziem 3-drzwiowego hatchbacka. Bazował na Fiacie Panda I generacji. Nadwozie zostało zaprojektowane przez Giorgetto Giugiaro, który opracował również Volkswagena Golfa I generacji. Samochód występował również w wersji dostawczej pod nazwą SEAT Terra, bagażnik miał 1000 litrów pojemności. Auto miało być nie tylko tanie w produkcji, ale też być czymś pomiędzy małym samochodem a Seatem 133. Plastiki we wnętrzu i ubogie wyposażenie sprawiły, że auto ważyło jedynie 680 kg.

## Silniki
- R4 695 cm³ o mocy 30 KM pochodzący z Autobianchi A112
- R4 769 cm³ o mocy 30 KM
- R4 843 cm³ o mocy 34 KM[1]
- R4 903 cm³ o mocy 34 KM
- Diesel 1302 cm³ o mocy 36 KM
- R4 999 cm³ o mocy 40 KM
- R4 1108 cm³ o mocy 50 KM

Wszystkie silniki były chłodzone cieczą.